# Diplodia ceanothi
Diplodia ceanothi är en svampart som beskrevs av Ellis & Barthol. 1946. Diplodia ceanothi ingår i släktet Diplodia och familjen Botryosphaeriaceae.   Inga underarter finns listade i Catalogue of Life.